# 三角林
三角林，是臺灣桃園市龍潭區的一個傳統地域名稱，位於該區中部偏東南。相較於今日行政區，其範圍大致包括三林里北半部、建林里、富林里不含西北部凸出部分的北半部、九龍里南部。

## 歷史
台灣清治末期至日治初期，三角林地區為一街庄，稱為「三角林庄」，隸屬於桃澗堡。該庄東北與九座藔庄為鄰，東南與泉水空庄、十一份庄、打鐵坑庄為鄰，西南邊為銅鑼圈庄，西邊及西北邊為四方林庄。
1901年（日治明治三十四年）11月，全台設置二十廳，該庄隸屬於桃仔園廳。1903年（明治三十六年），改名桃園廳。1909年（明治四十二年）10月，合併二十廳為十二廳，該庄隸屬不變。1920年（大正九年），廢十二廳改設五州二廳，該庄改制為「三角林」大字，隸屬於新竹州大溪郡龍潭庄。
戰後龍潭庄改制為龍潭鄉，隸屬於新竹縣，大字亦改制為村。1950年桃、竹、苗分治，龍潭鄉改隸屬於桃園縣。2014年12月，桃園縣升格為直轄桃園市，龍潭鄉改制為龍潭區，村亦改制為里。

## 聚落
本地區發展較早的聚落為三角林，在日治期初期的官方地圖上已有記載。此外，尚有風櫃口、半路店等聚落。

## 交通
市道113號（中正路三林段）是大園至龍潭十一份的道路，大致以西北—東南走向經過三角林地區中部。由此道路向西北轉北可前往龍潭市區、中壢、青埔、大園等地，向東南轉東北可前往十一份東北部邊界地帶並止於省道台3乙線路口。
區道桃65線（富華街、富華街三林段、三角林街、民族路）是半路店至打鐵坑的道路，大致以北北西—南南東走向轉東北—西南走向蜿蜒經過本地區中部偏西南地帶。由此道路向北北西可前往四方林地區並止於龍潭市區南側的龍華路口，向西南可前往打鐵坑地區西南部邊界外不遠處的省道台3乙線路口。

## 景點
- 桃園市客家文化館

## 運動休閒
- 龍潭高爾夫球場